# Hónig Péter
Hónig Péter (Budapest, 1952. január 11. –) magyar gépészmérnök, üzletember, a Bajnai-kormány közlekedési, hírközlési és energiaügyi minisztere.

## Tanulmányai
1971-ben vették fel a Budapesti Műszaki Egyetem Gépészmérnöki Karának termelési rendszer szakára, ahol 1976-ban szerzett gépészmérnöki diplomát, majd szintén a BME-n ergonómiai szakmérnöki posztgraduális képzésen vett részt 1982 és 1984 között.

## Üzleti pályafutása
Diplomájának megszerzése után az Anyagmozgatási és Csomagolási Intézet osztályvezetője lett, majd 1985-ben kikerült Svájcba, ahol a Royal Plastic műszaki és kereskedelmi igazgatói posztra nevezték ki. 1990-ben tért haza, ahol az Arthur Andersen vezetési tanácsadójaként és üzletkötőjeként működött egy évig, majd ezt követően saját cégét vezette. 1992-ben a Digital Equipment kelet-közép-európai beszerzési vezetője lett. Itt 1995-ig tevékenykedett, amikor az Eurimex ügyvezető igazgatójává nevezték ki. 1996 és 1998 között az ABB Hungary logisztikai és kommunikációs igazgatója volt.
Kétéves minisztériumi kitérő után visszatért az ABB-hez, immár magyarországi elnökhelyettesként. 2002 után több állami vállalat élén dolgozott, először a Dunaferr Rt. vezérigazgatója lett, majd 2005 és 2007 között a Malév Rt. elnöke volt, azután a Budapesti Erőmű Zrt. üzleti vezérigazgató-helyetteseként dolgozott 2009-ig. Közben 2006-ban rövid ideig a Transelektro Csoport elnök–vezérigazgatója is volt.
2000-ben a Nemzeti Minőségi Díj Bizottság elnökévé nevezték ki. 2003-ban az év menedzserének választották. 2002 és 2005 között a Magyar Vas- és Acélipari Egyesülés elnöke volt. 2005-ben a Gyáriparosok Országos Szövetsége elnökségébe választották. 2007-ben megkapta a Francia Becsületrendet.

## Politikai pályafutása
1998 és 2000 között a Gazdasági Minisztérium ipari és energetikai helyettes államtitkára volt. A politikába, ill. az államigazgatásba 2009-ben tért vissza, amikor a Bajnai-kormány közlekedési, hírközlési és energiaügyi miniszterévé nevezték ki. A kormány kezdeti időszakában a Vahl Tamás visszalépése miatt üresen maradt nemzeti fejlesztési és gazdasági miniszteri hatásköröket is ellátta. Miniszteri tevékenységének legnagyobb port felverő eseménye 29 magyarországi vasútvonal bezárása volt, amelyet Hónig határozottan támogatott.

## Sportvezetői pályafutása
1999-ben a Magyar Vitorlás Szövetség elnökévé választották, mely tisztséget 2005-ig viselt. Ugyanebben az évben a szövetség társelnökévé választották. 1998-ban a Magyar Olimpiai Bizottság tagja lett.

## Családja
Nős, házasságukból egy fiú- és egy leánygyermekük született.